# Мазрухо, Леон Борисович
Леон (Леонид) Борисович Мазру́хо (1908—1979) — советский кинорежиссёр и оператор. Заслуженный деятель искусств РСФСР (1969). Лауреат Сталинской премии первой степени (1946).

## Биография
Л. Б. Мазрухо родился 3 (16) июня 1908 года в Феодосии в еврейской семье.
В 1926 году окончил курсы кинокорреспондентов ОДСК в Симферополе. В 1932 — 1979 годах — оператор и режиссёр Ростовской студии кинохроники. В годы Великой Отечественной войны фронтовой кинооператор.
Л. Б. Мазрухо умер 24 декабря 1979 года в Ростове-на-Дону.

## Награды и премии

Памятная доска в Ростове-на-Дону

- Сталинская премия первой степени[1] (1946) — за фильм «Берлин» (1945)[2]
- заслуженный деятель искусств РСФСР (1969)
- орден Красного Знамени (18.6.1945)
- орден Красной Звезды (2.9.1945; был представлен к ордену Отечественной войны II степени)
- орден Трудового Красного Знамени (1978)
- медаль «За боевые заслуги»
- медаль «За взятие Берлина»
- медаль «За оборону Кавказа»

## Фильмография

### Оператор
- 1929 — Крым (фильм)
- 1931 — В горах говорят (фильм)
- 1932 — По Дагестану (фильм)
- 1933 — Жемчужина Советского Союза
- 1934 — Сулейман Стальский (фильм)
- 1935 — Рыбаки Каспия
- 1936 — Казаки (фильм)
- 1937 — Праздник джигита
- 1938 — Штурм Казбека
- 1940 — Шахтеры
- 1942 — Союзкиножурнал № 27[3][4]
- 1943 — На Кавказе
- 1945 — От Вислы до Одера; Берлин

### Режиссёр
- 1947 — Река счастья
- 1948 — Сельский врач
- 1949 — На кубанской земле
- 1950 — Молодые шахтёры
- 1955 — Хозяева моря
- 1956 — Скоростное строительство в колхозе
- 1958 — Русский характер
- 1959 — Мы едем в Сочи
- 1959 — Ростов и ростовчане
- 1960 — Виноград в степи
- 1960 — Творчество
- 1960 — Ценой труда
- 1961 — Родники
- 1962 — Живая вода
- 1962 — Новороссийские куранты[5]
- 1964 — Один длинный летний день
- 1965 — Во имя живых
- 1967 — Шолохов
- 1969 — Большой полет
- 1971 — Соната Бетховена
- 1972 — Песни Тихого Дона
- 1973 — М. Шолохов
- 1975 — М. Шолохов. Размышления писателей и его современников (совместно с Л. М. Кристи)
- 1979 — Возвращение в Новороссийск